# †††
Crosses (с англ. — «Кресты», стилизовано под символы †††) — дебютный студийный альбом американской электроник-группы Crosses, выпущенный 11 февраля 2014 года лейблом Sumerian Records. Альбом содержит ремастированные версии песен из двух предыдущих мини-альбомов группы (EP † и EP †† соответственно), а также пять новых песен, которые первоначально планировалось выпустить как EP †††. 
Альбом дебютировал на 26-й строчке Billboard 200 после выхода.

## Предыстория и запись
В июне 2013 года Чино Морено сообщил о производстве студийного альбома, выпуск которого изначально планировался «до 31 октября 2013 года»; Морено также добавил, что для дебютного альбома было написано много материала, который также мог включать в себя несколько бонус-треков. 5 сентября Crosses подписали контракт со звукозаписывающей компанией Sumerian Records, которая разместила на своём канале YouTube видео, рассказывающее о выпуске альбома зимой 2013 года
Предполагаемый третий EP Crosses не был выпущен, и Морено временно приостановил работу в проекте, пока не завершил работу с Deftones (альбом Koi No Yokan, выпущенный в ноябре 2012 года) и другим сайд-проектом Palms с бывшими участниками Isis (выпуск их дебютного альбома Palms в июне 2013 года).

## Композиция и стиль
Музыка альбома включает в себя элементы электронного рока, ню-гейза, дрим-попа, эмбиента и дарк-эмбиента, готик-рока, трип-хопа, дарквейва, витч-хауса и электроники.

## Выпуск и продвижение

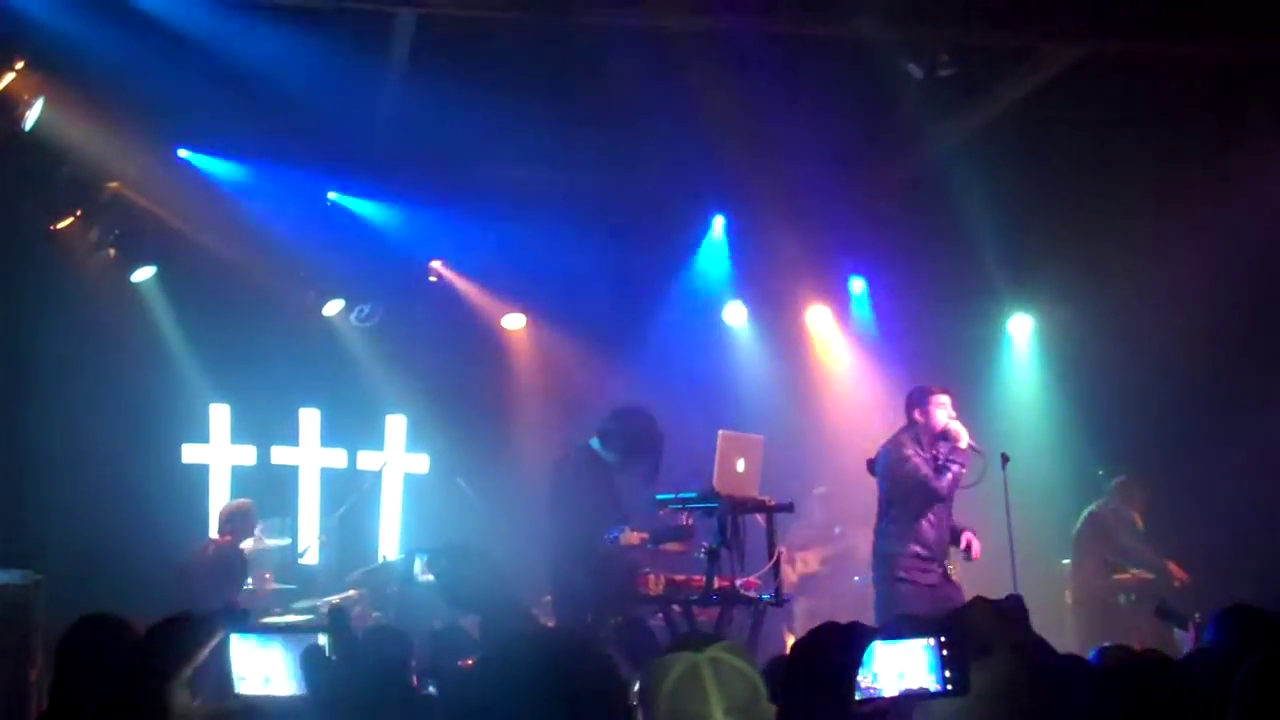
Выступление группы в концертном зале Glasshouse в Помоне, штат Калифорния (2012 год)

В сентябре 2013 года Crosses объявили через Twitter, что 12 ноября они выпускают свой третий мини-альбом на лейбле Sumerian Records. В октябре 2013 года Crossis объявили, что полноформатный альбом будет выпущен 26 ноября 2013 года также на Sumerian, плюс они разместили новую песню «†he Epilogue» в цифровом формате. Дата релиза одноимённого дебютника группы позже была перенесена на 11 февраля 2014 года, а новая композиция «Bi†ches Brew» была размещена в сеть вместе с анонсом. Первоначально планировалось, что 26 ноября Crosses выпустят свой дебютный альбом, но вместо этого группа выпустила клип на песню «Bi†ches Brew», снятый режиссёром Раулем Гонзо.
Альбом содержит ремастированные версии всех песен из двух предыдущих EP, а также пять новых композиций (по сути, EP †††). Порядок песен был разбавлен новыми песнями и песнями из обоих мини-альбомов (EP † и EP †† соответственно).
Продвижение альбома продолжилось в 2014 году выпуском видеоклипа на песню «†he Epilogue» и второго сингла «†elepa†hy», а также весенним туром по Соединённым штатам.

## Критический приём
| Совокупная оценка | Совокупная оценка |
| Источник          | Оценка            |
| ----------------- | ----------------- |
| Metacritic        | 74/100            |
| Оценки критиков   |                   |
| Источник          | Оценка            |
| AllMusic          | [ 2 ]             |
| Alternative Press | [ 18 ]            |
| The Boston Globe  | 7/10              |
| Clash             | 7/10              |
| Drowned in Sound  | 9/10              |
| Kerrang!          | [ 18 ]            |
| Pitchfork Media   | (5.0/10)          |

После своего выхода альбом Crosses получил положительные отзывы музыкальных критиков. На Metacritic, который присваивает нормализованный рейтинг из 100 рецензиям критиков, альбом получил средний балл 74, что указывает на «в целом благоприятные отзывы», основанные на девяти рецензиях. 
Рецензент AllMusic Грегори Хин написал: «††† — это солидная работа, которая опирается на собственные достоинства, а не просто на культурный багаж своих участников». Редактор The Boston Globe Кен Капобьянко заявил: «в музыке есть кинематографическое ощущение и зловещий тон, как будто группа озвучивает ещё не снятый фильм Дэвида Финчера». Майк Дайвер из Clash написал: «поскольку несмотря на то, что здесь достаточно ингредиентов, чтобы заставить слушателя ожидать чего-то яростного, разрывающего оболочку экспериментализма, Crosses оказывается самой доступной коллекцией — возможно самой „попсовой“ пластинкой, которую Морено выпустил на сегодняшний день». Далее он добавил, что альбом «встречает свой предрелизный ажиотаж лицом к лицу и выходит победителем».
Иэн Коэн из Pitchfork дал альбому неоднозначную оценку, заявив: «хотя ††† могут быть на том же уровне, что и Deftones, они не являются заменой, и само собой разумеется, что Морено может подняться до высот его предыдущей работы. Но на ††† у него как будто никогда не было крыльев».

## Список композиций
Все тексты написаны Чино Морено, вся музыка написана группой Crosses.
| №                   | Название                | Длительность |
| ------------------- | ----------------------- | ------------ |
| 1.                  | «†his Is a †rick»       | 3:07         |
| 2.                  | «†elepa†hy»             | 3:35         |
| 3.                  | «Bi†ches Brew»          | 3:28         |
| 4.                  | «†hholyghs†»            | 4:26         |
| 5.                  | «†rophy»                | 3:53         |
| 6.                  | «†he Epilogue»          | 3:55         |
| 7.                  | «Bermuda Locke†»        | 3:42         |
| 8.                  | «Fron†iers»             | 4:01         |
| 9.                  | «Nine†een Nine†y Four»  | 4:17         |
| 10.                 | «Op†ion»                | 4:24         |
| 11.                 | «Nine†een Eigh†y Seven» | 3:11         |
| 12.                 | «Blk S†allion»          | 3:06         |
| 13.                 | «†»                     | 2:52         |
| 14.                 | «Prurien†»              | 4:06         |
| 15.                 | «Dea†h Bell»            | 4:12         |
| Общая длительность: | Общая длительность:     | 56:15        |

## Участники записи
| Crosses - Чино Морено — вокал - Шон Лопез — гитара, клавишные, синтезатор - Чак Дум — бас Приглашённые музыканты - Дафф Маккаган — дополнительный бас на «†his Is a †rick» - Стивен Беттчер — помощник по игре на мандолине - Молли Карсон — телефонный звонок на «Fron†iers» - Крис Робин — живые барабаны - Мэкки Джейсон — ударные/лупы на «Nine†een Nine†y Four» | Производственный персонал - Шон Лопез — микширование, продюсер, звукоинженер - Эрик Бройхилл — мастеринг - Брук Нипар — фотограф - Эрик Стенман — инженер по микшированию - Брендан Декора — помощник инженера |

## Позиции в чартах
| Чарт (2014)         | Высшая позиция |
| ------------------- | -------------- |
| Австралия (ARIA)    | 43             |
| США (Billboard 200) | 26             |